# Irene Curtoni
Irene Curtoni (Échirolles, 11 agosto 1985) è un'ex sciatrice alpina italiana specialista delle gare tecniche, soprattutto dello slalom speciale.
È sorella di Elena, a sua volta sciatrice alpina di alto livello.

## Biografia

### Stagioni 2002-2008
Originaria di Cosio Valtellino e attiva dal dicembre del 2000, in Coppa Europa la Curtoni ha esordito il 14 febbraio 2002 ad Abetone in slalom gigante, senza completare la prova, ha ottenuto il primo podio il 27 novembre 2007 a Rovaniemi in slalom speciale (2ª) e la prima vittoria il giorno successivo nelle medesime località e specialità.
Grazie a queste prestazioni il 29 dicembre 2007 ha fatto il suo esordio in Coppa del Mondo nello slalom speciale di Lienz, senza concludere la gara. Meno di un mese dopo, il 13 gennaio, ha conquistato i primi punti nel circuito col 16º posto ottenuto nella slalom speciale di Maribor; ha inoltre chiuso la stagione 2007-2008 di Coppa Europa con la sua vittoria nella classifica di slalom speciale e il 10º posto in quella generale.

### Stagioni 2009-2021
Al debutto iridato, Val-d'Isère 2009, non porta a termine la prova di slalom speciale, mentre nel 2011 è stata convocata per Mondiali di Garmisch-Partenkirchen, onorando la partecipazione con l'11º posto nello slalom speciale e il 27º nello slalom gigante. Il 7 dicembre 2011 ha conquistato l'ultima vittoria, nonché ultimo podio, in Coppa Europa, a Zinal in slalom speciale, e il 2 marzo 2012 ha ottenuto il primo podio in Coppa del Mondo, piazzandosi 3ª, a pari merito con l'austriaca Elisabeth Görgl, nello slalom gigante di Ofterschwang, alle spalle dell'atleta di casa Viktoria Rebensburg e della slovena Tina Maze. L'anno dopo ai Mondiali di Schladming 2013 è stata 14ª nello slalom gigante e non ha concluso lo slalom speciale; anche ai Mondiali di Sankt Moritz 2017 non ha completato lo slalom speciale. Il 20 dicembre 2017 ha ottenuto a Courchevel in slalom parallelo il suo secondo e ultimo podio in Coppa del Mondo (3ª).
Ai XXIII Giochi olimpici invernali di Pyeongchang 2018, sua unica presenza olimpica, si è classificata 10ª nello slalom speciale e 5ª nella gara a squadre; l'anno dopo ai Mondiali di Åre 2019 ha vinto la medaglia di bronzo nella gara a squadre e non ha completato lo slalom speciale, mentre a quelli di Cortina d'Ampezzo 2021, sua ultima presenza iridata, si è piazzata 18ª nello slalom speciale. Si è ritirata al termine della stagione 2020-2021 dopo 194 gare; la sua ultima gara in carriera è stata lo slalom speciale di Coppa del Mondo disputato a Lenzerheide il 20 marzo, non completato dalla Curtoni.
Dal 2021 è commentatrice tecnica durante le gare di sci alpino per la Radiotelevisione svizzera di lingua italiana.

## Palmarès

### Mondiali
- 1 medaglia:
  - 1 bronzo (gara a squadre a Åre 2019)

### Coppa del Mondo
- Miglior piazzamento in classifica generale: 16ª nel 2012
- 2 podi:
  - 2 terzi posti

### Coppa Europa
- Miglior piazzamento in classifica generale: 10ª nel 2008
- Vincitrice della classifica di slalom speciale nel 2008
- 6 podi:
  - 3 vittorie
  - 1 secondo posto
  - 2 terzi posti

#### Coppa Europa - vittorie
| Data             | Località  | Paese      | Specialità |
| ---------------- | --------- | ---------- | ---------- |
| 28 novembre 2007 | Rovaniemi | Finlandia  | SL         |
| 20 febbraio 2009 | Jasná     | Slovacchia | GS         |
| 7 dicembre 2011  | Zinal     | Svizzera   | SL         |

Legenda:

GS = slalom gigante

SL = slalom speciale

### Campionati italiani
- 9 medaglie[3]:
  - 6 ori (slalom gigante, slalom speciale nel 2010; slalom speciale nel 2012; slalom speciale nel 2013; slalom speciale nel 2016; slalom speciale nel 2017)
  - 2 argenti (slalom speciale nel 2008; slalom gigante nel 2015)
  - 1 bronzo (slalom speciale nel 2011)